# Бодячів (Шептицький район)
Бо́дячів — село в Україні, у Шептицькому районі Львівської області. Населення становить 292 особи.

## Назва
У 1989 р. назву села Бодачів було змінено на одну літеру.

## Розташування
Село Бодячів межує на заході з селом Смиків, на півдні з с. Княже, на сході з селом Печихвости Горохівського району Волинської області.

## Історія
Село Бодячів було засноване в XVI столітті.
За часів Російської імперії і УНР входило до складу Волинської губернії, у міжвоєнний період — до Волинського воєводства. Село Бодячів 19 січня 1961 року зі складу Горохівського району Волинської області було передано до складу Сокальського району Львівської області.
Ще на початку 90-х років сусідом села було невелике поселення Загаї (у якому у 1943 році було знищено за різними даними до 260 осіб поляків), яке належало до Горохівського району та підпорядковувалося Печихвістській сільській раді.

## Сучасність
21 листопада на св. Михаїла в селі відзначається храмове свято. В Бодячеві є мурована церква св. Михаїла УПЦ КП, якій понад 100 років (храм завершено 1909 року), також липа, яка названа на честь святого і яка належить до заповідного фонду (див. Липа Святого Михаїла).
В селі свою діяльність здійснюють два фермерських господарства.

## Відомі мешканці

### Народились
- Бондар Михайло Леонтійович — доброволець Національної гвардії, учасник війни на Сході. Народний депутат України.